# مزاعم تجسس أوباما على ترامب

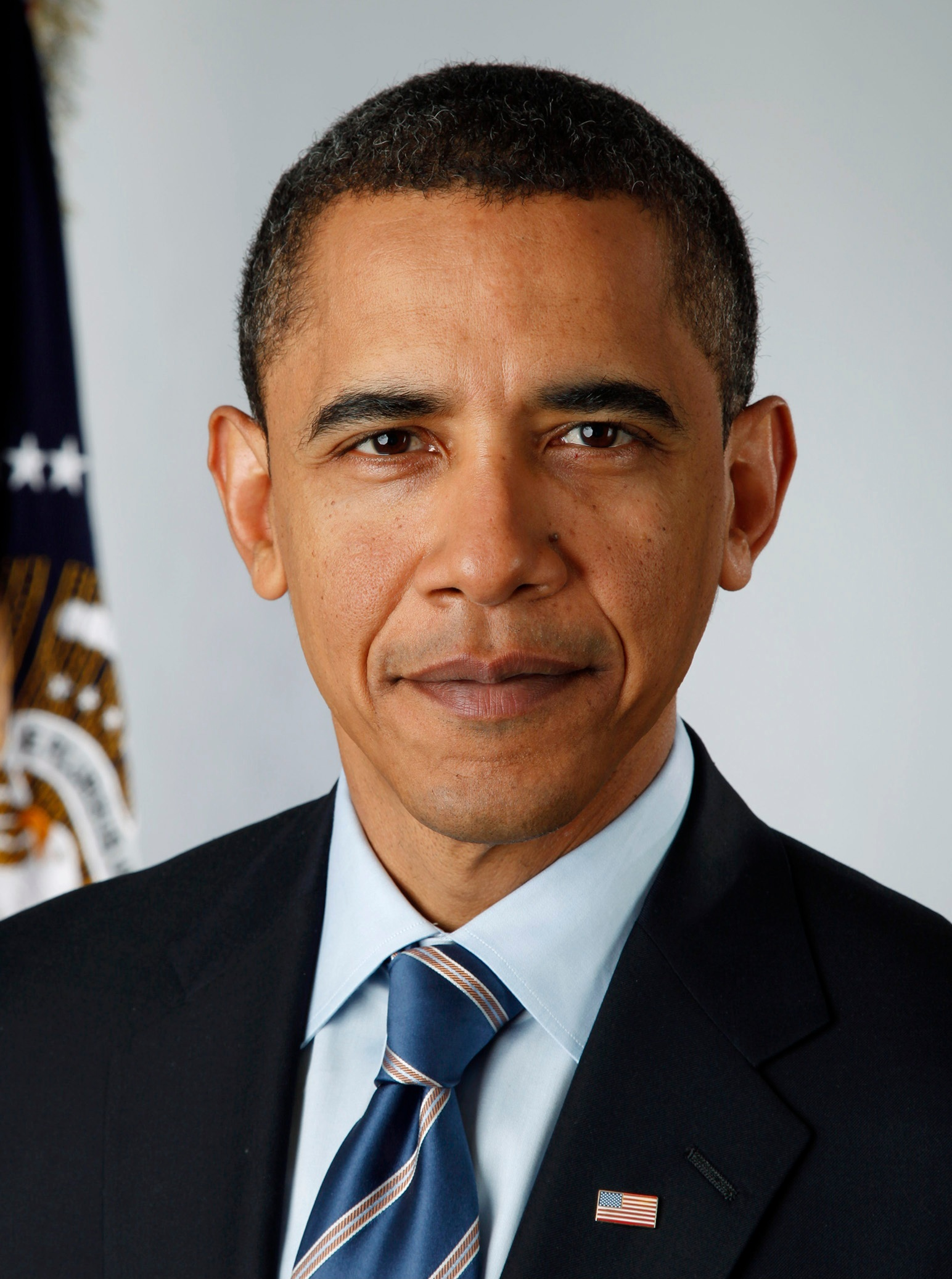
باراك أوباما

مزاعم تجسس أوباما على ترمب هي جزء من ادعاء نشره الرئيس دونالد ترمب، والذي وصفه بأنه «أكبر جريمة سياسية في التاريخ الأمريكي، حتى الآن». أُطلق على سلسلة الاتهامات هذه اسم أوباما-غيت.
خلال المراحل الرئيسية لحملة عام 2020، بما في ذلك المؤتمر الوطني للحزب والمناقشات الرئاسية، كرر ترمب هذه النظرية مرارًا، مدعيًا أنهم «تجسسوا على حملتي» في إشارة إلى هذه الادعاءات.
إن المزاعم المحددة للمراقبة غير اللائقة ذات الدوافع السياسية أو «التجسس» تتعلق جميعها بتحقيق (إعصار تبادل إطلاق النار) الذي أجراه مكتب التحقيقات الفيدرالي بشأن حملة ترمب وانتقال الحكم وعلاقاتهم بروسيا.
لم يُعثر على أدلة تثبت أن تحقيق إعصار تبادل إطلاق النار كان بتوجيه من مسؤولي إدارة أوباما وتحت تأثير الدولة العميقة، أو استخدام ملف ستيل بشكل غير مقبول والذي كان مصممًا لمراقبة حملة ترمب وفريق ترمب الانتقالي في البيت الأبيض لأغراض سياسية.
تشمل الإجراءات المحددة التي اتخذها مكتب التحقيقات الفيدرالي استخدام مخبر التقى بمستشاري ترمب سام كلوفيس وجورج بابادوبولوس وكارتر بيج، والحصول على مذكرة بموجب قانون مراقبة الاستخبارات الأجنبية (إف أي إس إيه) لمراقبة كارتر بيج بشكل قانوني.
لم يجد تقرير المفتش العام حول تحقيق إعصار تبادل إطلاق النار دليلًا على أن «التحيز السياسي أو الدافع غير اللائق أثر على قرار مكتب التحقيقات الفيدرالي بالسعي للحصول على سلطة قانون مراقبة الاستخبارات الأجنبية بشأن كارتر بيج»، لكنه أشار إلى التناقضات الخطيرة والإجراءات غير الصحيحة التي اتُبعت فيما يتعلق بالحصول على المذكرات.
ادعى ترمب أنه كجزء من تحقيق إعصار تبادل إطلاق النار، قد جرى التنصت على هواتف حملته في برج ترمب. وقد دحضت وزارة العدل التابعة لترمب هذا الأمر. بالإضافة إلى ذلك، ادعى ترمب أن المحادثات التي أجراها مستشاره مايكل فلين مع السفير الروسي سيرجي كيسلياك، والتي سُجلت كجزء من إعصار تبادل إطلاق النار، «كُشف عنها» بشكل غير لائق. وقد رفضت وزارة العدل الأمريكية تحت حكم ترمب هذا أيضًا.
ما يزال تحقيق وزارة العدل الأمريكية بناءً على هذه الاتهامات، بقيادة المدعي الأمريكي جون دورهام، مستمرًا ولم يصدر بيانًا بعد.

## الخلفية
وفقًا لنتائج تحقيق في مجلس الشيوخ الأمريكي، سعت الحكومة الروسية بشكل مباشر ومن خلال وسطاء إلى التأثير في الحملات السياسية لمرشح الانتخابات الرئاسية الأمريكية دونالد ترمب لعام 2016 وأيضًا لزرع الفتنة داخل المجتمع الأمريكي. وبالتالي، فإن الإجراءات التي اتخذتها إدارة أوباما المعاصرة في ذلك الوقت في تحقيقاتها بشأن هذه التأثيرات الروسية المزعومة وفرت الأسس لمزاعم بأنها تجسست على ترمب.

## عناصر نظرية المؤامرة
- تحقيق مكتب التحقيقات الفيدرالي إعصار تبادل إطلاق النار.[20]
- السرد المضاد لأساس التحقيق في التدخل الروسي.
- تحقيق المستشار الخاص لروبرت مولر.[21]
- مزاعم التنصت على برج ترمب.[22]

- سبايغيت (نظرية المؤامرة).[23]
- الدولة العميقة في الولايات المتحدة.[24]
- ملف ستيل، الذي كتبه عميل جهاز الاستخبارات البريطاني السابق كريستوفر ستيل.[25]
- تقرير المفتش العام حول تحقيق إعصار تبادل إطلاق النار.[26]
- كشف وكالات الاستخبارات الأمريكية.[27]
- قضية الولايات المتحدة ضد فلين.[28]

### شخصيات حملة ترمب التي زُعم التجسس عليها
- سام كلوفيس، الرئيس المشارك الوطني.[29]
- كارتر بيج، مستشار السياسة الخارجية.[30]
- جورج بابادوبولوس، مستشار السياسة الخارجية.[29]
- مايكل فلين، مستشار الحملة ومستشار الأمن القومي المستقبلي.[31]

### شخصيات إدارة أوباما التي زُعم تورطها
- جون برينان، مدير وكالة المخابرات المركزية.[32]
- جيمس كلابر، مدير الاستخبارات الوطنية.[33]
- جيمس كومي، مدير مكتب التحقيقات الفيدرالي.[34]
- ستيفان هالبر، مخبر في مكتب التحقيقات الفدرالي.[35]
- سوزان رايس، مستشارة الأمن القومي.[36]
- بيتر سترزوك، قسم مكافحة التجسس في مكتب التحقيقات الفدرالي.[37]
- سالي ييتس، وكيلة النائب العام للولايات المتحدة.[38]

## بدء التحقيقات

### مسؤولو إدارة ترمب أو حلفاؤها المتضمنون
- وليام بار، نائب عام الولايات المتحدة.[39]
- دوغ كولينز، عضو سابق في اللجنة القضائية في مجلس النواب الأمريكي.[40]
- جون دورهام، وكيل وزارة العدل الأميركية.[41]
- ليندسي غراهام، رئيس اللجنة القضائية في مجلس الشيوخ الأمريكي.[42]
- مايكل هورويتز، وزارة العدل الأمريكية، مكتب المفتش العام.[43]
- رون جونسون، رئيس لجنة الأمن الداخلي والشؤون الحكومية في مجلس الشيوخ الأمريكي.[44]
- جيم جوردن، العضو المنتدب في اللجنة القضائية بمجلس النواب الأمريكي.[45]
- ديفين نونس، العضو المنتدب في لجنة التحديد الدائمة للاستخبارات التابعة لمجلس النواب الأمريكي، عبر مذكرة نيونز.[46]

## الخط الزمني

### مايو عام 2020: مزاعم ترمب
في 10 مايو عام 2020 - بعد يوم واحد من انتقاد الرئيس السابق باراك أوباما لمعالجة إدارة ترمب لجائحة فيروس كورونا - نشر ترمب تغريدة من كلمة واحدة: «أوباما-غيت» (OBAMAGATE!). وفي 11 مايو، سأل فيليب روكر من صحيفة واشنطن بوست ترمب عن الجريمة التي ارتكبها الرئيس السابق باراك أوباما، كان رد ترمب: «أوباما-غيت. وهذا يحدث منذ مدة طويلة. قبل حتى أن يجري انتخابي ومن العار أن يحدث ذلك. حدثت بعض الأشياء الفظيعة ولا ينبغي السماح بحدوثها في بلدنا مرة أخرى». وعندما سأل روكر مجددًا عن الجريمة، قال ترمب: «أنت تعرف ما هي الجريمة. الجريمة واضحة جدًا للجميع. كل ما عليك فعله هو قراءة الصحف، باستثناء صحيفتك». وفي 15 مايو، غرد ترمب على تويتر أن أوباما-غيت كانت «أكبر فضيحة سياسية في تاريخ الولايات المتحدة». وكانت هذه المرة الثالثة التي يزعم فيها ترمب أنه يعاني بسبب فضيحة بهذا الحجم، بعد أن أعطى سابقًا لسبايغيت والتحقيق الروسي تسميات مماثلة. وفي 15 مايو كذلك، ربط ترمب بين أوباما-غيت و«اضطهاد» مايكل فلين، ونموذج 302 المفقود.
دعا ترمب الكونغرس لاستدعاء أوباما للإدلاء بشهادته حول «أكبر جريمة سياسية». قال السناتور ليندسي غراهام، رئيس اللجنة القضائية في مجلس الشيوخ، إنه لا يتوقع استدعاء أوباما، لكنه سيستدعي مسؤولين آخرين في إدارة أوباما. وفي غضون ذلك، صرح النائب العام وليام بار أنه لا «يتوقع» أن يجري التحقيق مع أوباما في الجريمة. اقترح بعض حلفاء ترمب أن «الجريمة» تضمن فتح مكتب التحقيقات الفيدرالي تحقيق حول مستشار الأمن القومي المستقبلي مايكل فلين، أو ربما «كشف» مسؤولي أوباما المنتهية ولايتهم لمعرفة اسم الشخص الذي أبلغ عنه في جلسات الإحاطة الاستخباراتية بسبب التحدث مع السفير الروسي.
في مقال رأي نُشر في مايو عام 2020 على الموقع الإخباري ريل كلير بولوتيكس، حلل تشارلز ليبسون، الأستاذ الفخري للعلوم السياسية في جامعة شيكاغو محتوى «أوباما-غيت». وزعم أن المفهوم يشير إلى ثلاث اتهامات: (1) أجرت إدارة أوباما مراقبة جماعية من خلال وكالة الأمن القومي. (2) استخدمت إدارة أوباما المراقبة ضد حملة ترمب الرئاسية لعام 2016، (3) لم تنقل إدارة أوباما السلطة بسلاسة إلى إدارة ترمب الجديدة. وزعم ليبسون أيضًا أن «هذه الانتهاكات لم تتبع بعضها البعض فحسب، بل إن أهدافها وغاياتها واللاعبين الرئيسيين متشابكة. وتمثل بعضًا من أخطر الانتهاكات للمعايير الدستورية والحماية القانونية في التاريخ الأمريكي».
تطرقت وكالة أسوشيتد برس في مايو عام 2020 إلى أوباما-غيت في تدقيق للحقائق، مشيرة إلى أنه «لا يوجد دليل» على زعم ترمب بأن «الكشف عن اسم فلين كجزء من المراقبة الأمريكية القانونية لأهداف أجنبية كان إجراميًا وبدافع من السياسات الحزبية». وصرحت أسوشيتد برس أنه «لا شيء غير قانوني في عملية الكشف»، وقد جرت الموافقة على الكشف عن فلين باستخدام «العملية القياسية» لوكالة الأمن القومي. ويُسمح بالكشف إذا شعر المسؤولون أنه ضروري لفهم المعلومات الاستخباراتية التي جمعت. وأشارت أسوشيتد برس إلى أن إدارة ترمب كانت تجري عمليات كشف أكثر من إدارة أوباما في العام الأخير من رئاسة أوباما.
وفي مايو، عين النائب العام بيل بار المدعي الفيدرالي جون باش لتدقيق عملية الكشف التي أجرتها إدارة أوباما.